# Stare Bogaczowice (gemeente)
De gemeente Stare Bogaczowice is een landgemeente in het Poolse woiwodschap Neder-Silezië, in powiat Wałbrzyski.
De zetel van de gemeente is in Stare Bogaczowice.
Op 30 juni 2004 telde de gemeente 4112 inwoners.

## Oppervlakte gegevens
In 2002 bedroeg de totale oppervlakte van gemeente Stare Bogaczowice 86,89 km², waarvan:
- agrarisch gebied: 63%
- bossen: 31%

De gemeente beslaat 16,9% van de totale oppervlakte van de powiat.

## Demografie
Stand op 30 juni 2004:
| Omschrijving                   | Totaal | Totaal | Vrouwen | Vrouwen | Mannen | Mannen |
| ------------------------------ | ------ | ------ | ------- | ------- | ------ | ------ |
| eenheid                        | aantal | %      | aantal  | %       | aantal | %      |
| inwoners                       | 4112   | 100    | 2096    | 51      | 2016   | 49     |
| bevolkingsdichtheid (inw./km²) | 47,3   | 47,3   | 24,1    | 24,1    | 23,2   | 23,2   |

In 2002 bedroeg het gemiddelde inkomen per inwoner 1930,07 zł.

## Plaatsen
Zonder de status sołectwo : Cisów, Podgórna, Wrony.

## Aangrenzende gemeenten
Boguszów-Gorce, Bolków, Czarny Bór, Dobromierz, Marciszów, Szczawno-Zdrój, Świebodzice, Wałbrzych